# 기마치촌
기마치촌(일본어: 来待村)은 시마네현 야쓰카군에 있던 촌이다. 현재의 마쓰에시에 해당한다.

## 역사
- 1889년 4월 1일 - 정촌제 시행에 의해 오우군 가미미마치촌, 니시기마치촌, 히가시기마치촌의 구역을 가지고 기마치촌이 성립하였다.
- 1896년 4월 1일 - 군의 통합에 의해 야쓰카군에 소속되었다.
- 1955년 3월 10일 - 신지정과 합병해 새로운 신지정이 성립하여, 동일 기마치촌은 폐지되었다.